# Volo Pan Am 759
Il volo Pan Am 759 era un volo passeggeri nazionale da Miami a San Diego, con scali a New Orleans e Las Vegas. Il 9 luglio 1982, un Boeing 727 che stava percorrendo questa rotta si schiantò nel sobborgo di Kenner, vicino a New Orleans, dopo essere stato spinto verso il basso da un microburst poco dopo il decollo. 153 persone morirono: 145 sull'aereo e 8 a terra. È stato l'incidente aereo con il maggior numero di vittime nel 1982.

## Aereo ed equipaggio
L'aereo in questione, un Boeing 727-235 di 14 anni, immatricolazione N4737, numero di costruzione 19457/518, fu consegnato alla National Airlines il 31 gennaio 1968. Il velivolo era alimentato da tre motori turboventola Pratt & Whitney JT8D-7B, e fu ribattezzato "Clipper Defiance" dopo la fusione tra la National Airlines e la Pan Am.
Al momento dell'incidente l'aeromobile trasportava 138 passeggeri e un equipaggio di 7 persone. Il capitano era il 45enne Kenneth L. McCullers, aveva 11.727 ore di volo, di cui 10.595 sul Boeing 727. McCullers è stato descritto da altri come un pilota "sopra la media", con cui ci si trovava a proprio agio grazie alla sua eccellente capacità di giudizio e abilità di esercitare comando. Il primo ufficiale era il 32enne Donald G. Pierce, aveva 6.127 ore di volo, di cui 3.914 sul Boeing 727. Pierce è stato descritto da altri capitani come un pilota coscienzioso con un'ottima conoscenza dei sistemi aeronautici, delle procedure e delle tecniche di volo della compagnia. L'ingegnere di volo era il 60enne Leo B. Noone, aveva 19.904 ore di volo, di cui 10.508 sul Boeing 727. Per nessuno dei tre piloti in cabina furono segnalati problemi di sonno o di salute e inoltre tutti avevano superato i controlli di competenza senza problemi.

## L'incidente
Le previsioni meteorologiche pubblicate alle 07.40 del 7 luglio 1982 dal Centro meteorologico nazionale di New Orleans contenevano temporali, possibili forti turbolenze, formazione di ghiaccio e possibilità di wind shear. La carta meteorologica delle 18:00 ora locale identificava un'area di alta pressione situata a 110 chilometri al largo della costa della Louisiana. Nessun fronte o area di bassa pressione era presente entro 190 chilometri dall'aeroporto. Le previsioni tra 1 200 piedi (370 m) e 2 200 piedi (670 m) indicavano "nuvole sparse, da variabile a nuvoloso a 3 000 ft (910 m), temporali e rovesci di pioggia moderati". Secondo il NWS (National Weather Service), non ci furono avvisi meteorologici gravi per l'ora e l'area dell'incidente.
Il volo 759 decollò alle 16.07.57 ora locale dalla Pista 10 dell'aeroporto internazionale di New Orleans, a Kenner, Louisiana, diretto a Las Vegas, Nevada. Al momento del decollo, c'erano temporali a est dell'aeroporto e a est - nord-est alla fine della pista 10. Fu riferito che i venti erano "burrascosi e vorticosi". Il primo ufficiale Pierce pilotava l'aeromobile e il capitano McCullers monitorava gli strumenti, come registrato sul registratore vocale del cockpit dell'aereo (CVR).
Il volo 759 decollò dalla pista, salendo a un'altitudine compresa tra 95 e 150 ft (29 e 46 m), poi cominciò a scendere. Circa 720 metri dalla fine della pista, l'aereo colpì una fila di alberi a un'altitudine di circa 50 ft (15 m). L'aereo continuò a scendere per altri 680 metri, colpendo alberi e case. Alle 16.09.01, l'aereo si schiantò nella zona residenziale di Kenner, a circa 1,5 chilometri dalla fine della pista.
L'aereo fu distrutto dall'impatto, dall'esplosione e dal successivo incendio a terra. Morirono 153 persone (tutti i 145 passeggeri e l'equipaggio, oltre a 8 persone a terra). Altre 4 persone a terra riportarono ferite. In una delle case distrutte, una bambina fu scoperta in una culla, coperta di detriti, che la proteggeva dalle fiamme. La madre e la sorella di 4 anni rimasero uccise. Il padre era al lavoro al momento dell'incidente. In totale, sei case furono distrutte; cinque case furono sostanzialmente danneggiate.

## Le indagini
Il National Transportation Safety Board stabilì che la probabile causa dell'incidente fu l'incontro tra l'aeromobile e un wind shear indotto da microburst durante il decollo, che generò un vento verso il basso e una diminuzione del vento contrario; il pilota ebbe difficoltà a riconoscere i suoi effetti e non ebbe tempo per reagire per fermare la discesa dell'aeromobile prima del suo impatto con gli alberi. A contribuire all'incidente fu la limitata capacità dell'attuale tecnologia di rilevamento dei wind shear. L'indagine rilevò l'incapacità del governo degli Stati Uniti "di fornire informazioni meteorologiche adeguate quel giorno e di mantenere i dispositivi di rilevamento di wind shear in aeroporto".
Il New York Times riferì che: 
 Secondo i testimoni, un avviso di wind shear fu menzionato sulle frequenze radio dell'aeroporto di New Orleans il 9 luglio, prima che il volo 759 decollasse, ma l'equipaggio aveva ascoltato informazioni provenienti da un avviso meteorologico registrato due ore prima, anche se la routine dell'aeroporto prevedeva registrazioni orarie. Non c'erano procedure all'aeroporto per avvisare gli equipaggi della disponibilità di annunci meteorologici aggiornati. 
 Come conseguenza, furono pagati milioni di dollari a titolo di risarcimento a varie famiglie colpite dall'incidente.  Il volo 759, insieme al volo 191 della Delta Air Lines che si schiantò a causa di circostanze simili tre anni dopo, portò allo sviluppo del sistema di allarme e rilevamento di windshear e al mandato dell'Amministrazione federale dell'aviazione di installare sistemi di rilevamento di tale fenomeno meteorologico negli aeroporti e a bordo degli aeromobili negli Stati Uniti entro il 1993.